# Vestito male
Vestito male è un singolo del rapper italiano Leon Faun pubblicato il 3 marzo 2023.

## Video musicale
Il video raffigura Leon nelle vesti di un zombie alla ricerca della sua amata, anche lei zombie, che viene uccisa da un cacciatore a fine video, cacciatore che lui ucciderà a sua volta.

## Tracce
Testi di Leon de la Vallée, musiche di Alessio Marullo.
1. Vestito male – 2:28